# Stimmkreis Mühldorf am Inn
Der Stimmkreis Mühldorf am Inn (Stimmkreis 122 seit der Landtagswahl 2018) ist ein Stimmkreis in Oberbayern. Er umfasst den Landkreis Mühldorf am Inn.

## Landtagswahl 2023
Zur Landtagswahl 2023 traten folgende Parteien und Direktkandidaten im Stimmkreis Mühldorf am Inn an und erzielten folgende Ergebnisse:
| Nr. | Direktkandidat    | Partei           | Erststimmen in % | Gesamtstimmen in % |
| --- | ----------------- | ---------------- | ---------------- | ------------------ |
| 1   | Sascha Schnürer   | CSU              | 34,5             | 37,3               |
| 2   | Bianca Hegmann    | GRÜNE            | 9,4              | 9,2                |
| 3   | Markus Saller     | Freie Wähler     | 25,3             | 22,4               |
| 4   | Oliver Multusch   | AfD              | 17,6             | 17,4               |
| 5   | Sebastian Altmann | SPD              | 4,3              | 4,4                |
| 6   | Valentin Clemente | FDP              | 2,4              | 2,3                |
| 7   | Monika Spanjaart  | LINKE            | 1,1              | 1,0                |
| 8   | Simon Wahl        | BP               | 1,5              | 1,4                |
| 9   | Bernhard Suttner  | ÖDP              | 2,2              | 2,0                |
| 10  | -                 | Die PARTEI       | -                | 0,3                |
| 11  | -                 | Tierschutzpartei | -                | 0,4                |
| 12  | Luis Böhling      | V-Partei³        | 0,4              | 0,3                |
| 13  | -                 | PdH              | -                | 0,1                |
| 14  | Edgar Siemund     | Basis            | 1,4              | 1,2                |
| 15  | -                 | Volt             | -                | 0,2                |

## Landtagswahl 2018
Im Stimmkreis waren insgesamt 85.378 Einwohner wahlberechtigt. Die Landtagswahl am 14. Oktober 2018 hatte folgendes Ergebnis:
| Direktkandidat   | Partei               | Erststimmen in % | Gesamtstimmen in % | Veränderung der Gesamtstimmen im Vergleich zur Landtagswahl 2013 in % |
| ---------------- | -------------------- | ---------------- | ------------------ | --------------------------------------------------------------------- |
| Marcel Huber     | CSU                  | 48,2             | 45,9               | - 14,7                                                                |
| Killian Maier    | SPD                  | 6,2              | 8,3                | - 7,6                                                                 |
| Markus Saller    | Freie Wähler         | 10,1             | 9,6                | + 3,4                                                                 |
| Judith Bogner    | GRÜNE                | 11,2             | 11,3               | + 6,0                                                                 |
| Peter Corticelli | FDP                  | 3,1              | 3,2                | + 1,5                                                                 |
| Philipp Hackl    | LINKE                | 2,5              | 2,6                | + 1,3                                                                 |
| Thomas Drechsler | BP                   | 3,4              | 3,3                | + 0,2                                                                 |
| Reinhard Retzer  | ÖDP                  | 2,5              | 2,3                | - 0,5                                                                 |
| Daniel Seuffert  | PIRATEN              | 0,5              | 0,5                | - 1,1                                                                 |
| Oliver Multusch  | AfD                  | 12,4             | 12,3               | + 12,3                                                                |
| -                | mut                  | -                | 0,2                | + 0,2                                                                 |
| -                | Die Humanisten       | -                | 0,1                | + 0,1                                                                 |
| -                | Die Partei           | -                | 0,2                | + 0,2                                                                 |
| -                | Gesundheitsforschung | -                | 0,1                | + 0,1                                                                 |
| -                | Tierschutzpartei     | -                | 0,4                | + 0,4                                                                 |
| Magdalena Lippa  | V-Partei³            | 0,4              | 0,3                | + 0,3                                                                 |

Der Stimmkreis wird im Landtag durch den direkt gewählten Stimmkreisabgeordneten Marcel Huber (CSU) vertreten.

## Landtagswahl 2013
Wahlberechtigt waren bei der Landtagswahl vom 15. September 2013 insgesamt 84.158 Einwohner. Die Wahl hatte im Stimmkreis Mühldorf am Inn folgendes Ergebnis:
| Direktkandidat      | Partei       | Erststimmen in % | Gesamtstimmen in % | +/- Gesamtstimmen ggü. 2008 in %-P. |
| ------------------- | ------------ | ---------------- | ------------------ | ----------------------------------- |
| Marcel Huber        | CSU          | 63,1             | 60,6               | + 7,7                               |
| Günter Zellner      | SPD          | 11,0             | 15,8               | + 4,1                               |
| Markus Saller       | Freie Wähler | 7,4              | 6,2                | - 3,0                               |
| Cathrin Henke       | GRÜNE        | 5,7              | 5,3                | - 3,6                               |
| Florian Wildt       | FDP          | 1,4              | 1,8                | - 4,8                               |
| Hans-Dietmar Maurer | LINKE        | 1,7              | 1,5                | - 1,7                               |
| Reinhard Retzer     | ÖDP          | 3,1              | 2,8                | + 0,2                               |
| Peter Attenhauser   | REP          | 1,3              | 1,1                | - 1,3                               |
| Robert Bauer        | BP           | 3,5              | 3,1                | + 1,3                               |
| -                   | BüSo         | -                | 0,0                | 0,0                                 |
| -                   | Die Freiheit | -                | 0,1                | n.k.                                |
| Hans-Peter Rotter   | PIRATEN      | 1,7              | 1,6                | n.k.                                |

## Landtagswahl 2008
Die Landtagswahl 2008 hatte folgendes Ergebnis:
| Direktkandidat   | Partei       | Erststimmen in % | Gesamtstimmen in % | +/- Gesamtstimmen ggü. 2003 in %-P. |
| ---------------- | ------------ | ---------------- | ------------------ | ----------------------------------- |
| Marcel Huber     | CSU          | 54,1             | 53,0               | - 20,0                              |
| Richard Fischer  | SPD          | 10,9             | 11,8               | - 0,2                               |
| Cathrin Henke    | GRÜNE        | 7,8              | 8,9                | + 3,5                               |
| Peter Huber      | Freie Wähler | 9,8              | 9,2                | + 7,7                               |
| Sepp Ried        | FDP          | 6,8              | 6,6                | + 4,8                               |
| Wolfgang Wengle  | REP          | 1,3              | 1,5                | - 1,5                               |
| Reinhard Retzer  | ödp          | 2,7              | 2,6                | + 0,7                               |
| Max Hartl        | BP           | 2,0              | 1,9                | + 0,6                               |
| -                | BüSo         | -                | 0,0                | 0,0                                 |
| Christian Peiker | LINKE        | 3,3              | 3,2                | + 3,2                               |
| Karl-Heinz Witz  | VIOLETTE     | 0,3              | 0,3                | + 0,3                               |
| Markus Fridgen   | NPD          | 1,1              | 1,1                | + 1,1                               |